# Васильев, Юрий Сергеевич (историк)
Ю́рий Серге́евич Васи́льев (28 декабря 1939, Путилово, Мгинский район, Ленинградская область, СССР — 2 июля 2016, Вологда, Россия) — российский историк, археограф, известный специалист по истории российского Поморья и Европейского Севера XII—XVII вв. Кандидат исторических наук, доцент. Автор более 150 научных работ.

## Биография
Родился 28 декабря 1939 года в селе Путилово Мгинского района Ленинградской области в семье учителей:3. В 1941 году семья эвакуировалась в Вельский район Архангельской области. В 1947 году начал учиться в Хозьминской неполной средней школе Вельского района. В 1957 году закончил Шенкурскую среднюю школу и поступил на историко-филологический факультет Архангельского государственного педагогического института имени М. В. Ломоносова. Окончив три курса, перевёлся на заочное отделение. В 1960 году, ещё обучаясь на заочном отделении, начал работать учителем русского языка и литературы Кодинской 8-летней школы Онежского района Архангельской области. После окончания института в 1962 году был назначен директором этой школы и проработал в этой должности до 1968 года. Будучи директором, инициировал строительство нового школьного здания, добился приобретения мебели, спортинвентаря, учебных и наглядных пособий:3.

В 1970 году окончил аспирантуру Ленинградского государственного университета, а в 1971 году защитил кандидатскую диссертацию. В 1969—1975 годах преподавал на кафедре истории СССР Вологодского государственного педагогического института (ассистент в 1969—1972, старший преподаватель в 1972—1973 годах и доцент в 1973—1975 годах). В 1975—1981 годах работал на кафедре истории СССР Сыктывкарского государственного университета (старший преподаватель в 1975—1976, доцент в 1976—1980 и старший научный сотрудник в 1980—1981 годах). В 1981 году вернулся на кафедру истории СССР ВГПИ, где читал курсы по отечественной истории, историографии, вспомогательным историческим дисциплинам (палеографии, хронологии, метрологии, источниковедению):3-4.В 1988-1993 годах возглавлял Союз краеведов Вологодской области. В 1990—1995 годах являлся деканом исторического факультета ВГПИ. Преподавательскую деятельность закончил в 2006 году:4.

## Научная деятельность
В 1971 году под руководством профессора А. Л. Шапиро защитил кандидатскую диссертацию «Феодальное землевладение и хозяйство в Важской земле в XV—XVII вв.». За время преподавательской работы в вузах организовал и возглавлял несколько археографических экспедиций (3 — по Коми краю, 5 — по Вологодской области), 3 из них — совместно с экспедициями библиотеки Академии наук СССР, руководимыми А. А. Амосовым. Материалы, полученные в экспедициях, были переданы в Сыктывкарский государственный университет и Вологодский областной краеведческий музей:4.
Принимал участие в организационной работе и публикации исследовательских работ и источников в рамках Проблемного объединения по аграрной истории Европейского Севера СССР и Северного отделения Археографической комиссии АН СССР. Являлся ответственным редактором историко-краеведческих альманахов «Белозерье» и ряда «Северных археографических сборников».
Проделал большую работу по введению в оборот письменных источников неразобранных фондов следующих архивов:
- Государственный архив Архангельской области (фонд Важского Богословского монастыря)
- Государственный архив Республики Коми (музейный фонд)
- Государственный архив Вологодской области. Здесь им была выявлена самая ранняя из известных губных грамот (Вельская губная грамота 1539 года) и материалы о последних днях Степана Разина[1]:4.

Участвовал в подготовке и проведении научно-краеведческих конференций ряда музеев Архангельской (Вельского, Шенкурского и Устьянского) и Вологодской областей (Верховажский музей) и последующем издании их материалов: 3 сборников Вельского краеведческого музея, 3 сборников Шенкурского краеведческого музея и по одному сборнику Верховажского и Устьянского музея.

## Научные труды
- Васильев Ю. С. Кодимская волость Важского уезда в XVI в. // Материалы по истории Европейского Севера СССР: Северный археографический сборник. — Вып. 1. — Вологда, 1970. — С. 381—397.
- Васильев Ю. С. Важские писцовые книги и сотницы XVI—XVII вв. // Аграрная история Европейского Севера СССР. — Вологда, 1970. — С. 537—562.
- Васильев Ю. С. Феодальное землевладение на Ваге // Аграрная история Северо-Запада России. (Вторая половина XV — начало XVI в.) / отв. ред. А. Л. Шапиро. — Л., 1971. — С. 290—295.
- Васильев Ю. С. Об историко-географическом понятии «Заволочье» // Проблемы истории феодальной России: сб. статей к 60-летию профессора В. В. Мавродина. — Л., 1971. — С. 103—109.
- Васильев Ю. С. Феодальное землевладение и хозяйство в Важской земле в XV—XVII вв.: автореф. дис. … канд. ист. наук. — Л., 1971. — 20 с.
- Васильев Ю. С. Государственные и владельческие повинности крестьян северной монастырской вотчины в XVII веке // Тез. докл. и сообщ. XIV сессии межресп. симпозиума по аграрной истории Восточной Европы (Минск — Гродно. 25—29 сентября 1972 г.). — Вып. 1. — М., 1972. — С. 101—105.
- Васильев Ю. С. Историк-краевед М. Н. Мясников, его труды и коллекция // Аспирантский сборник. Вып. 1. (Гуманитарные науки). — Вологда, 1972. — С. 61—68.
- Васильев Ю. С. Деятельность Северного отделения Археографической комиссии в 1972 г. // Археографический ежегодник за 1972 год. — М., 1974. — С. 367.
- Васильев Ю. С. К вопросу о двинских боярах XIV—XVI веков // Материалы XV сессии симпозиума по проблемам аграрной истории СССР. — Вып. 1. — Вологда, 1976. — С. 5—21.
- Васильев Ю. С. Порядные монастырские записи северной монастырской вотчины XVII в. // Археографический ежегодник за 1976 год. — М., 1977. — С. 82—88.
- Васильев Ю. С. Важский уезд // Аграрная история Северо-Запада России XVI века: Север. Псков. Общие итоги развития Северо-Запада / отв. ред. А. Л. Шапиро. — Л., 1978. — С. 59—79.
- Васильев Ю. С. Каргопольский уезд // Аграрная история Северо-Запада России XVI века: Север. Псков. Общие итоги развития Северо-Запада / отв. ред. А. Л. Шапиро. — Л., 1978. — С. 37—58.
- Васильев Ю. С. Крестьянское солеварение // Аграрная история Северо-Запада России XVI века: Север. Псков. Общие итоги развития Северо-Запада / отв. ред. А. Л. Шапиро. — Л., 1978. — С. 127—131 [Часть раздела, относящегося к Турчасовскому стану Каргопольского уезда].
- Васильев Ю. С. Летописное наследие Поморья // Вспомогательные исторические дисциплины. — Л., 1978. — Т. IX. — С. 19—42.
- Васильев Ю. С. Налогообложение крестьян Поморья (на примере Важского уезда) // Русское централизованное государство. Образование и эволюция, XV—XVIII вв. / Чтения, посвящённые памяти акад. Л. В. Черепнина: тезисы докл. и сообщений. — М., 1980. — С. 106—109.
- Васильев Ю. С. Землевладение и хозяйство северной вотчины в XVI—XVII вв. // Исследования по истории крестьянства Европейского Севера России: межвуз. сб. науч. трудов. — Сыктывкар, 1980. — С. 30—47.
- Васильев Ю. С. Влияние крестьянских миров Поморья на податную политику правительства в XVI—XVII вв. // Социально-правовое положение северного крестьянства (дооктябрьский период). — Вологда, 1981. — С. 25—40.
- Васильев Ю. С. Эволюция боярской вотчины в XIV—XVII вв. // Проблемы истории крестьянства Европейской части России (до 1917 г.). — Сыктывкар, 1982. — С. 29—47.
- Васильев Ю. С. Материалы писцового делопроизводства Севера России XVI в. как исторический источник // Крестьянство Севера России в XVI в.: межвуз. сб. науч. трудов. — Вологда, 1984. — С. 19—31.
- Васильев Ю. С. Поуездный указатель материалов писцового делопроизводства по Северу России XVI в. // Крестьянство Севера России в XVI в.: межвуз. сб. науч. трудов. — Вологда, 1984. — С. 174—183.
- Васильев Ю. С., Власова И. В., Краснов Ю. А., Лукьянченко Т. В., Савельева Э. А. Формирование крестьянства как общественного класса (IX—XIII вв.) // История северного крестьянства. Период феодализма. — Т. 1. — Архангельск, 1984. — С. 37—64.
- Васильев Ю. С. Крестьянство в XIV—XV вв. // История северного крестьянства. Период феодализма. — Т. 1. — Архангельск, 1984. — С. 65—93.
- Васильев Ю. С. Борьба северного крестьянства с польско-шведской интервенцией // История северного крестьянства. Период феодализма. — Т. 1. — Архангельск, 1984. — С. 138—142.
- Васильев Ю. С., Некрасов Ю. К. Крестьянство Руси и Западной Европы в XIV—XVII вв. // Октябрь и северное крестьянство: тез. докл. и сообщ. к научно-практ. конф. (Вологда, 16—17 октября 1987 г.). — Вологда, 1987. — С. 51—55.
- Васильев Ю. С. О классификации материалов писцового делопроизводства XVI—XVII вв. // Археография и источниковедение истории Европейского Севера РСФСР: тез. выступлений на республ. науч. конф. — Вологда, 1989. — С. 58—61.
- Васильев Ю. С. Вологодское общество краеведов: год работы, задачи перспективы // Вологодское краеведение, его научные и воспитательные задачи. II краевед. научно-практ. конф.: тез. докл. и сообщ. Вологда, 21—22 апреля 1989 г. — Вологда, 1989. — С. 3—5.
- Васильев Ю. С., Кутькова Н. В. Житие Дионисия Глушицкого как источник по истории Вологодского края // История и культура Вологодского края. III краевед. научно-практ. конф..: тез. докл. и сообщ. Вологда, 23—24 мая 1990 г. — Вологда, 1990. — С. 33—35.
- Васильев Ю. С. Источники по истории Великоустюгского края феодального периода // История и культура Великоустюгского края. Чтения, посв. памяти В. П. Шляпина: тез. докл. и сообщений. Великий Устюг, 21—23 февраля 1991 г. — Вологда, 1991. — С. 25—29.
- Васильев Ю. С. Некоторые источниковедческие проблемы материалов писцового делопроизводства XVI—XVII вв. // Проблемы историографии и источниковедения истории Европейского Севера. — Вологда, 1992. — С. 21—37.
- Васильев Ю. С. Четверть и меры сыпучих тел на Севере России XVI—XVII вв. // Александр Ильич Копанев: сб. статей и воспоминаний. — СПб., 1992. — С. 186—195.
- Васильев Ю. С. Основные категории крестьян России XIV—XVII вв. (по материалам Поморья) // Крестьянское хозяйство: история и современность: материалы к Всероссийской науч. конф. — Вологда, 1992. — С. 10—19.
- Васильев Ю. С. Монастыри и святые Важского края // История и культура Важского края: тез. докл. и сообщ. региональной научно-прак. конф., посв. 180-летию П. С. Воронова. — Вельск, 1992. — С. 22—26.
- Васильев Ю. С. Исторические реалии «Сказания о нашествии поляков на Устюжну Железопольскую» // Устюжна: ист.-лит. альм. Вып II. — Вологда, 1993. — С. 173—181.
- Описание Великого Устюга В Устюжской писцовой книге «письма и меры Микиты Вышеславцева да подъячего Агея Фёдорова 131 и 132 и 133 и 134 году» // «Бысть на Устюзе…»: ист.-краевед. сб. — Вологда, 1993. — С. 160—232.
- Васильев Ю. С. Введения пресвятой Богородицы Корнильево-Комельский монастырь (Ист. справка) // Городок на Московской дороге: Историко-краеведческий сборник. — Вологда: «Ардвисура», 1994. — С. 89—94.
- Васильев Ю. С. Герасим Вологодский и начало города Вологды // Вологда. Краеведческий альманах. — Вып. 2. — Вологда: ВГПУ; Издательство «Русь», 1997. — С. 588—600.
- Васильев Ю. С. География почв Поморья XVI—XVII вв. // Проблемы археографии и источниковедения отечественной истории: межвуз. сб. науч. тр. — Вологда, 1999. — С. 3—17.
- Васильев Ю. С. Важские акты XIV—XVII веков // Важский край в истории России: прошлое и настоящее. Ломоносов и Русский Север: материалы науч. практ. конф. (Верховажье, 8—9 ноября 2001 г.). — Верховажье, 2001. — С. 31—33.
- Васильев Ю. С. Писцовое делопроизводство Севера России в XVII в. как исторический источник // Вузовская наука начала XXI века: Гуманитарный вектор. Философия. история. Социология. Политология. Культурология и искусствоведение. Материалы I Всероссийской научной заочной конференции. — Екатеринбург, 2001. — С. 61—66.
- Биланчук Р. П., Васильев Ю. С. Корнильево-Комельский монастырь // Житие Корнилия Комельского / под ред. А. С. Герда. — СПб., 2004. — С. 220—226
- Васильев Ю. С. Материалы писцового делопроизводства по Важскому уезду XVI — первой половины XVII века: каталог // Важский край: источниковедение, история, культура: материалы и исследования. — Вып. 3. — Вельск, 2006. — С. 135—156.
- Васильев Ю. С. Благовещенский погост Верховажской четверти Важского уезда по переписной книге писцов воеводы Б. В. Яковлева и подъячего А. Карпова 1677—1678 гг. // Важский край: источниковедение, история, культура: материалы и исследования. — Вып. 3. — Вельск, 2006. — С. 191—206.
- Васильев Ю. С. Источники по истории Онежско-Каргопольского края XVI—XVII вв. (Материалы писцового делопроизводства и внутривотчинных описаний) // Историко-культурное наследие Русского Севера: проблемы изучения, сохранения и использования. — Каргополь, 2006. — С. 8—15.
- Васильев Ю. С. Избранные труды по истории Европейского Севера России XII—XVII веков. — Вологда, 2009. — 232 с.
- Васильев Ю.С. Избранные труды по истории Европейского Севера России XII—XVII веков / Ю. С. Васильев; Муницип. бюджет. учреждение культуры «Устьян. краевед. музей». — 2-е изд., испр. и доп. — Вологда: «Древности Севера», 2013. — 256 с. — 500 экз. — ISBN 978-5-93061-076-5.

## Публикация источников
- Сотная на дворцовое село Турунтаево Вологодского уезда письма и дозора Вериги Фёдоровича Сабурова и подьячего Филиппа Митрофанова 1588-1589 г. // Материалы по истории Европейского Севера СССР: Северный археографический сборник. Вып. 2. Вологда, 1972. — С. 178-183.
- Выпись из писцовых книг Василия Андреевича Звенигородского 1587-1588 гг. на владения Вознесенской и Георгиевской приходских церквей в Андреянове стане Двинского уезда // Материалы по истории Европейского Севера СССР: Северный археографический сборник. Вып. 2. Вологда, 1972. — С. 242-243.
- Сотная на Калеский стан Двинского уезда с книг письма Василия Андреевича Звенигородского 1586-1587 года // Материалы по истории Европейского Севера СССР: Северный археографический сборник. Вып. 2. Вологда, 1972. — С. 245-252.
- Сотные на волости Каргопольского уезда с книг письма Никиты Григорьевича Яхонтова 1561-1562 года  // Материалы по истории Европейского Севера СССР: Северный археографический сборник. Вып. 2. Вологда, 1972. — С. 300-475.
- Сотная на Водлозерскую волость письма и меры данного старосты Микулы Григорьевича Тяполкова 1568-1562 года //  Материалы по истории Европейского Севера СССР: Северный археографический сборник. Вып. 2. Вологда, 1972. — С.479-483.
- Сборные памяти по Троицкой волости Важского уезда конца XVI-XVII вв. // Материалы по истории Европейского Севера СССР. Северный археографический сборник. Вып. III. Вологда, 1973. — С.355-379.
- Сотная на Турчасовский стан Каргопольского уезда с книг письма Я.И. Сабурова и И.А. Кутузова. 1556 г. // Социально-правовое положение северного крестьянства (дооктябрьский период). Вологда, 1981. — С. 95-135.
- Сотная из книг И.И. Плещеева и Григория Зубатово Никитина сына Беспятого на посад Устюжны Железопольской // Социально-правовое положение северного крестьянства (дооктябрьский период). Вологда, 1981. — С. 136-177.
- Вотчинная дозорная книга ("обежная") старца Капитона на владения Соловецкого монастыря в Турчасовском стане Каргопольского уезда // Земледельческое производство и сельскохозяйственный опыт на Европейском Севере (дооктябрьский период): межвуз. сб. науч. трудов. Вологда, 1985.  — С. 136-158.
- Приходная книга Важского Богословского монастыря за 1598 г.  — Расходные книги Важского Богословского монастыря за 1598 г.  — Платёжная роспись и платёжные отписи Важского Богословского монастыря 1613-1627 гг.  — Отводная роспись земского судьи Шенкурской четверти Ф.В. Тарнянина Богословскому монастырю на двор крестьянина Е. Яковлева 1661 г. // Деловая письменность Русского Севера XVI-XVII веков. (Материалы к практическим занятиям по истории русского языка). Вологда, 1986.  — С.2-10.
- Сказание о нашествии поляков на Устюжну Железопольскую // Устюжна: ист.-лит. альм. Вып II. Вологда, 1993. С. 182-193
- Акты Введенского Корнильево-Комельского монастыря // Городок на Московской дороге: Историко-краеведческий сборник. Вологда: “Ардвисура”, 1994. С. 94-107
- Сотная с Вологодской писцовой книги 1628-1630 гг. писца С.Г. Коробьина и подьячего Ф. Стогова на вотчину Введенского Корнильева монастыря. 30 декабря 1961 г. // Городок на Московской дороге: Историко-краеведческий сборник. Вологда: “Ардвисура”, 1994. С. 108-129
- Отписная книга Введенского Корнильево-Комельского монастыря 1657 года  переписи В.Г. Данилова-Домнина, составленная при передаче монастыря игумену Рафаилу и келарю Александру 2 декабря 1657 г. // Городок на Московской дороге: Историко-краеведческий сборник. Вологда: “Ардвисура”, 1994. С. 130-169
- Отписная книга Воскресенского Горицкого девичьего монастыря отписчиков Кириллова монастыря черного попа Матвея и старца Герасима Новгородца игуменье Марфе Товарищевых // Кириллов: ист.-краевед. альм. Вып. I. Вологда, 1994. С. 261-287
- Дозорная книга посада Вологды князя П.Б. Волконского и подъячего А. Софонова 1616-1617 г. // Вологда: ист.-краевед. альм. Вып. I. Вологда, 1994. С. 333-370
- Вотчинные переписные книги дворцовых Мунской и Роксомской волостей Чарондской округи. 1672 г. // Культура Русского Севера: межвуз. сб. науч. тр. Вологда, 1994. С. 141-182
- Дозорная книга города Белоозера "письма и дозору" Г.И. Квашнина и подъячего П. Дементьева. 1617/1618 г. // Белозерье: Историко-литературный альманах / Белозер. ист.-худож. музей, Вологод. гос. пед. ин-т; [Гл. ред. Ю. С. Васильев]. — Вып. 1. — Вологда: Русь, 1994. С. 37-75
- Летописец Троицкого Устьшехонского монастыря // Белозерье: Историко-литературный альманах / Белозер. ист.-худож. музей, Вологод. гос. пед. ин-т; [Гл. ред. Ю. С. Васильев]. — Вып. 1. — Вологда: Русь, 1994. С. 86-92
- Отписная книга Троицкого Устьшехонского монастыря отписчика сына боярского Вологодского архиерейского дома Фёдора Блинова игумену Иоанну // Белозерье: Историко-литературный альманах / Белозер. ист.-худож. музей, Вологод. гос. пед. ин-т; [Гл. ред. Ю. С. Васильев]. — Вып. 1. — Вологда: Русь, 1994. С. 93-104
- Сотная с Устюжский писцовых книг Ю.И. Александрова Самсонова на вотчину архиепископа Ростовского в Устюжском уезде. 1556-1557 г. // Великий Устюг: краевед. альм. Вып. I. Вологда, 1995. С. 366-378.
- «Повесть о чудесах» Герасима Вологодского // Вологда. Краеведческий альманах. Вып. 2. Вологда: ВГПУ; издательство «Русь», 1997. — С.601-619
- Описание о граде Белеезере // Белозерье: Краеведческий альманах / Адм. Белозер. р-на Вологод. обл., Белозер. историко-худож. музей, Вологод. гос. пед. ун-т; [Гл. ред. Ю. С. Васильев]. — Вып. 2. — Вологда: Легия, 1998. С. 42-46.
- Русские летописи о белозерских князьях и крае (до XV века) // Белозерье: Краеведческий альманах / Адм. Белозер. р-на Вологод. обл., Белозер. историко-худож. музей, Вологод. гос. пед. ун-т; [Гл. ред. Ю. С. Васильев]. — Вып. 2. — Вологда: Легия, 1998. С. 47-73
- Синодик князей Шелешпанских // Белозерье: Краеведческий альманах / Адм. Белозер. р-на Вологод. обл., Белозер. историко-худож. музей, Вологод. гос. пед. ун-т; [Гл. ред. Ю. С. Васильев]. — Вып. 2. — Вологда: Легия, 1998. — С. 118-127.
- Правая грамота гостю Ивану Панкратьеву на владение Сереговским усольем (1670 год) // Великий Устюг: краеведч. альм. Вып. 2. Вологда, 2000. С. 154-165
- Описание Вельского посада в переписной книге Верховажской четверти Важского уезда переписи писца Ф.Л. Караулова и подъячего А. Хрущева 1682 г. // Важский край: источниковедение, история, культура: исследования и материалы. Вельск, 2002. С. 181-191
- М.Н. Мясников. Исторические черты о городе Вельске, собранные из древних летописей, старинных книг и архивных бумаг // Важский край: источниковедение, история, культура: материалы и исследования. Вып. 3. Вельск, 2006. С. 207-220.

## Учебные и справочные труды
- Васильев Ю. С. Наш край в период средневековья (до XIV в.) // История Вологодской области: хрестоматия для восьмилетних и средних школ. VII-VIII классы. Вологда, 1974. — С.3-7.
- Васильев Ю. С. Наш край в XIV-XVII вв. // История Вологодской области: хрестоматия для восьмилетних и средних школ. VII-VIII классы. Вологда, 1974. — С. 7-32.
- Васильев Ю. С. Аграрные отношения в Поморье XVI-XVII вв.: учебное пособие по спецкурсу. Сыктывкар, 1979. 97 с.
- Васильев Ю. С. Наш край в период средневековья (до XIV века) // Методические разработки и материалы к урокам истории СССР в VII классе по темам "Наш край". Вологда, 1980. — С. 6-9.
- Васильев Ю. С. Наш край в XIV-XVII вв. // Методические разработки и материалы к урокам истории СССР в VII классе по темам "Наш край". Вологда, 1980. — С. 10-24.
- Васильев Ю. С. Наш край в XIV - начале XVII века // Живые голоса истории: [Учеб. пособие для 7-10 кл. Вологод. обл.]. Архангельск, 1981. — С. 14-25.
- Васильев Ю. С., Колесников П.А. Наш край в XVII веке  // Живые голоса истории: [Учеб. пособие для 7-10 кл. Вологод. обл.]. Архангельск, 1981. — С.25-33.
- Васильев Ю. С. Борьба с польско-шведской интервенцией на Русском Севере в начале XVII в.: учеб. пособие к спецкурсу. Вологда, 1985. 83 с.
- Васильев Ю. С. Изучать родной край // Политическая агитация. 1989. №7, апрель. С. 31-33.
- Васильев Ю. С. Образование единого Русского государства (XIV - начало XVI вв.) // Лекции по истории России (IX-XIX вв.): учеб. пособие. Вологда, 1995. С. 15-27.
- Васильев Ю. С. Политический строй России в XVI-XVII вв. // Лекции по истории России (IX-XIX вв.): учеб. пособие. Вологда, 1995. С. 27-37.
- Васильев Ю. С. Осип Непея вологжанин // Мезон. Вологда, 2002. №2. С. 26-27
- Васильев Ю. С. Вологодский край в период объединения и борьбы за независимость Руси (XIII-XV века) // История Вологодского края с древнейших времён до конца XVI века: учебное пособие для учащихся 6 класса общеобразовательных учреждений. Вологда, 2005. С. 20-42
- Васильев Ю. С. В период реформ и централизации. Край в XVI веке // История Вологодского края с древнейших времён до конца XVI века: учебное пособие для учащихся 6 класса общеобразовательных учреждений. Вологда, 2005. С. 43-71
- Васильев Ю. С. Вологодский край в XVII веке // история Вологодского края XVII-XVIII веков: учебное пособие для учащихся 7 класса общеобразовательных учреждений. Вологда, 2005. С. 4-38